# Patiala (district)
Patiala is een district van de Indiase staat Punjab. In 2001 telde het district 1.839.056 inwoners op een oppervlakte van 3627 km². Het oostelijke gedeelte splitste zich in 2006 echter af en behoort sindsdien tot het district Mohali.